# Guirguillano
Guirguillano – gmina w Hiszpanii, w Nawarze, o powierzchni 24,64 km². W 2011 roku gmina liczyła 92 mieszkańców.